# Haywards Heath
Haywards Heath es una localidad situada en el distrito no metropolitano de Mid Sussex, en el condado de Sussex Occidental, Inglaterra, Reino Unido. Considerada una ciudad dormitorio, se encuentra en la ruta entre Londres y Brighton, en las proximidades del aeropuerto de Londres-Gatwick. En el censo de 2011 contaba con una población de 33845 habitantes.